# 용봉탕
용봉탕(龍鳳湯)은 잉어와 영계를 넣고 끊여낸 대한민국의 보양식이다. 이름의 뜻은 용과 봉황에서 본따왔으며 용(잉어)과 봉황(닭)을 넣고 끓인 보양탕으로 알려져있다.  

## 소개
영계를 고아서 잉어를 토막내어서 넣고 끓여낸 보양탕으로 용은 잉어를, 봉황은 닭을 뜻한다. 잉어의 경우 용의 꿈틀거리는 모습을 본땄으며 닭은 날개짓을 하는 봉황의 모습을 본따왔다. 
용봉탕은 본래 궁중에서 만들어진 보양요리로 알려져서 임금의 기운을 보양하는 목적에서 수라상에 올랐던 요리로도 알려졌는데 민간에도 전파되어서 지역에 따라 자라와 닭을 넣는 경우도 있고 자라와 잉어를 사용하는 경우도 있다. 이북 청천지방에서는 은어와 닭을 넣고 용봉탕으로 끓이기도 한다. 

## 효능
허약해진 몸을 원기보충하며 소화흡수가 잘 되어서 임산부, 어린이들에게도 영양과 원기를 제공해준다. 

## 만드는 법
닭은 영계로 준비하여서 머리와 발을 발라내고 내장을 꺼내서 손질한다. 잉어는 살아있는 것으로 준비하여 꼬리를 잘라 피를 빼낸 뒤 비늘을 긁어 토막을 내어 깨끗이 손질한다. 표고버섯은 물에 불려서 꼭지를 떼며 대추는 씨를 빼주고 밤은 껍질을 벗기고 속살만 남긴다. 달걀은 지단을 부쳐서 곱게 채썬다. 냄비에 물을 붓기 시작하면 영계, 잉어, 표고버섯, 밤, 대추, 통마늘을 넣고 푹 끓여낸다. 
닭이 익으면 건져내어서 살을 찢어서 참기름, 후추가루를 넣어 무친다. 닭 삶은국물에 잉어 토막을 넣어서 다시 끓인다. 
끓여지고나서 깊은 맛이 우러나면 그릇에 떠서 닭고기와 지단과 실고추를 얹어낸다. 